# Боаділья-дель-Монте
Боаділья-дель-Монте (ісп. Boadilla del Monte) — муніципалітет в Іспанії, у складі автономної спільноти Мадрид. Населення — 44 709 осіб (2010).
Муніципалітет розташований на відстані близько 14 км на захід від Мадрида.
На території муніципалітету розташовані такі населені пункти: (дані про населення за 2010 рік)
- Боаділья-дель-Монте: 31580 осіб
- Прадо-дель-Еспіно-Сан-Бабілес: 30 осіб
- Прадо-Гранде: 4 особи
- Романільйос: 0 осіб
- Урбанісасьйонес-Есте: 2053 особи
- Урбанісасьйонес-Нороесте: 11042 особи

## Демографія
Динаміка населення (INE ):

## Галерея зображень

Розташування муніципалітету у автономній спільноті Мадрид